# Giovanni Antonio Cavazzi da Montecuccolo
Giovanni Antonio Cavazzi da Montecuccolo (* 1621; † 1678) war ein italienischer Kapuziner-Missionar, der durch seine Reisen in das Angola des 17. Jahrhunderts und seinen langen Bericht über die lokale Geschichte und Kultur und die Geschichte der kapuzinischen Mission in Angola bekannt geworden ist.

## Werke
- Historische Beschreibung Der In dem vntern Occidentalischen Mohrenland ligenden drey Königreichen, Congo, Matamba, vnd Angola ... Vnd Der jenigen Apostolischen Missionen, so von denen PP. Capucinern daselbst verrichtet worden. Jäcklin, München 1694 Digitalisat